# Otto Reitz
Pour les articles homonymes, voir Reitz.
Wilhelm Otto Reitz (né le 20 juillet 1702 à  Offenbach-sur-le-Main, mort le 22 octobre 1769 à Middelbourg) est un mathématicien
et universitaire néerlandais.

## Publications
Professeur à Middelbourg, il a publié :
- Theophili paraphrasis graeca institutionum, La Haye, 1751 ;
- Quatre livres inédits des Basilica,
- Belga graecissans, 1730, livre resté célèbre de comparaison linguistique entre le grec et le néerlandais, basé sur des textes classiques.

## Source
- Marie-Nicolas Bouillet  et Alexis Chassang (dir.), « Otto Reitz » dans Dictionnaire universel d’histoire et de géographie, 1878 (lire sur Wikisource)

- VIAF
- ISNI
- IdRef
- LCCN
- GND
- Belgique
- Pays-Bas
- NUKAT
- Catalogne
- Vatican
- Tchéquie
- Grèce
- WorldCat